# Ernst Bolldén
Ernst Olov Bolldén, född 28 september 1966 i Iggesund, död 30 april 2012 i Hudiksvall, var en svensk bordtennisspelare som nådde internationella framgångar i bordtennis för funktionshindrade. Han hade ett flertal svenska mästerskapsmedaljer och deltog i fem paralympiska spel.
Ernst Bolldén blev förlamad från midjan och nedåt efter en olycka 1979. Han diagnostiserades i juli 2011 med invasiv urinblåsecancer och gick medialt ut för att söka bidrag till cancervård i USA. Han avled året därpå 45 år gammal.

## Meriter

### Olympiska spelen
- 1996: OS-guld i lag rullstol
- 1996: OS-brons i singel rullstol
- 2000: OS-brons i lag rullstol

### Världsmästerskap
- 1986: VM-silver i singel rullstol
- 1986: VM-silver i lag rullstol
- 1990: VM-guld i singel rullstol
- 1990: VM-brons i lag rullstol
- 1998: VM-silver i lag rullstol
- 1998: VM-brons i singel rullstol
- 2002: WM-silver i lag rullstol
- 2002: WM-silver i singel rullstol
- 2006: WM-guld i singel rullstol

### Europamästerskap
- 1991: EM-guld i singel rullstol
- 1995: EM-guld i singel rullstol
- 1995: EM-silver i lag rullstol
- 1997: EM-guld i singel rullstol
- 1999: EM-brons i öppen rullstolsklass
- 2003: EM-brons i singel rullstol
- 2003: EM-brons i lag rullstol
- 2009: EM-brons i singel rullstol
- 2009: EM-silver i lag rullstol

### Övriga meriter
- Nominerades till priset för årets idrottare med funktionshinder till Svenska Idrottsgalan 2007.[2]

2006: Elected best player of World Championships in wheelchair men category